# St. Paul's Cathedral (Mdina)

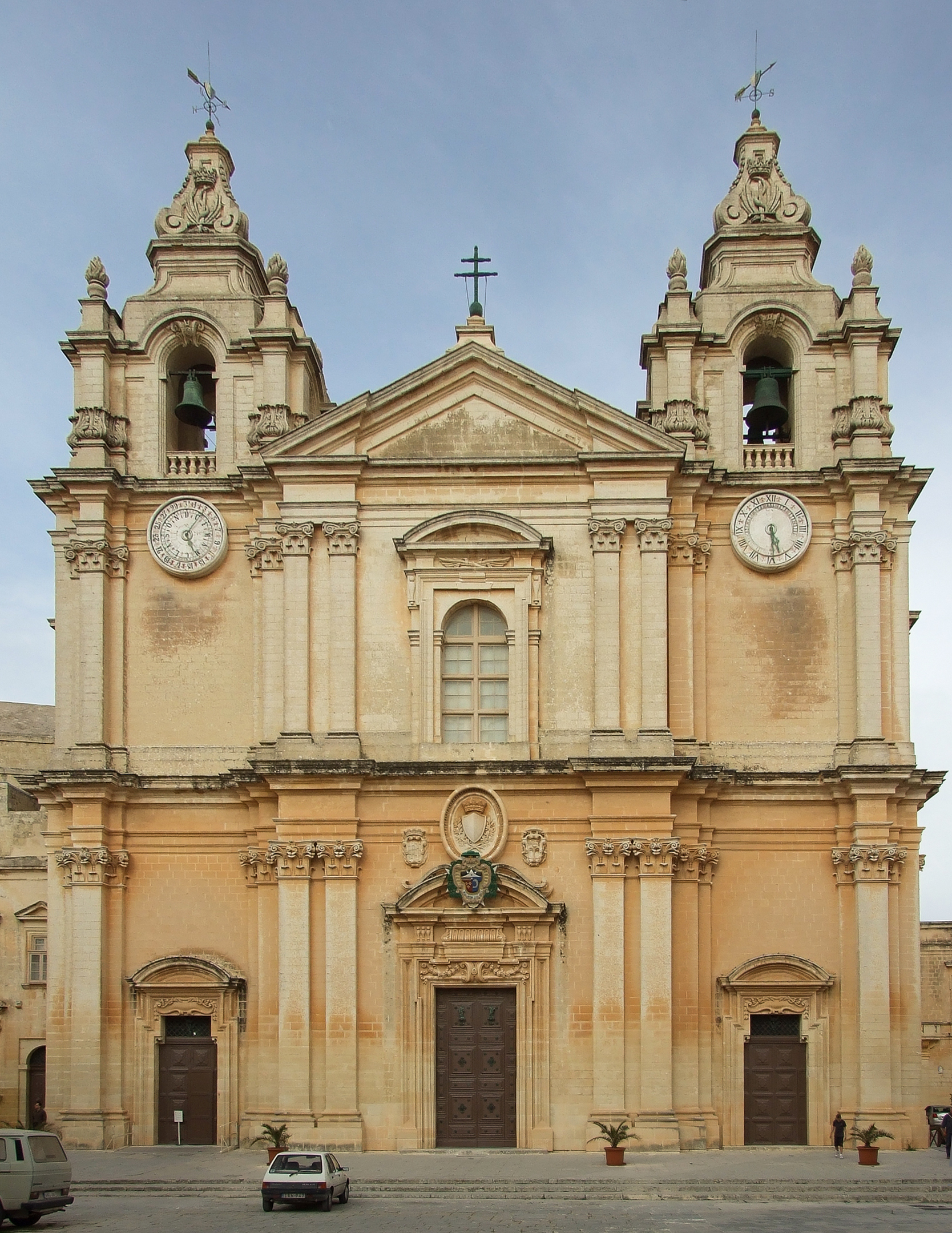
St. Paul's Cathedral, voorzijde (2005)

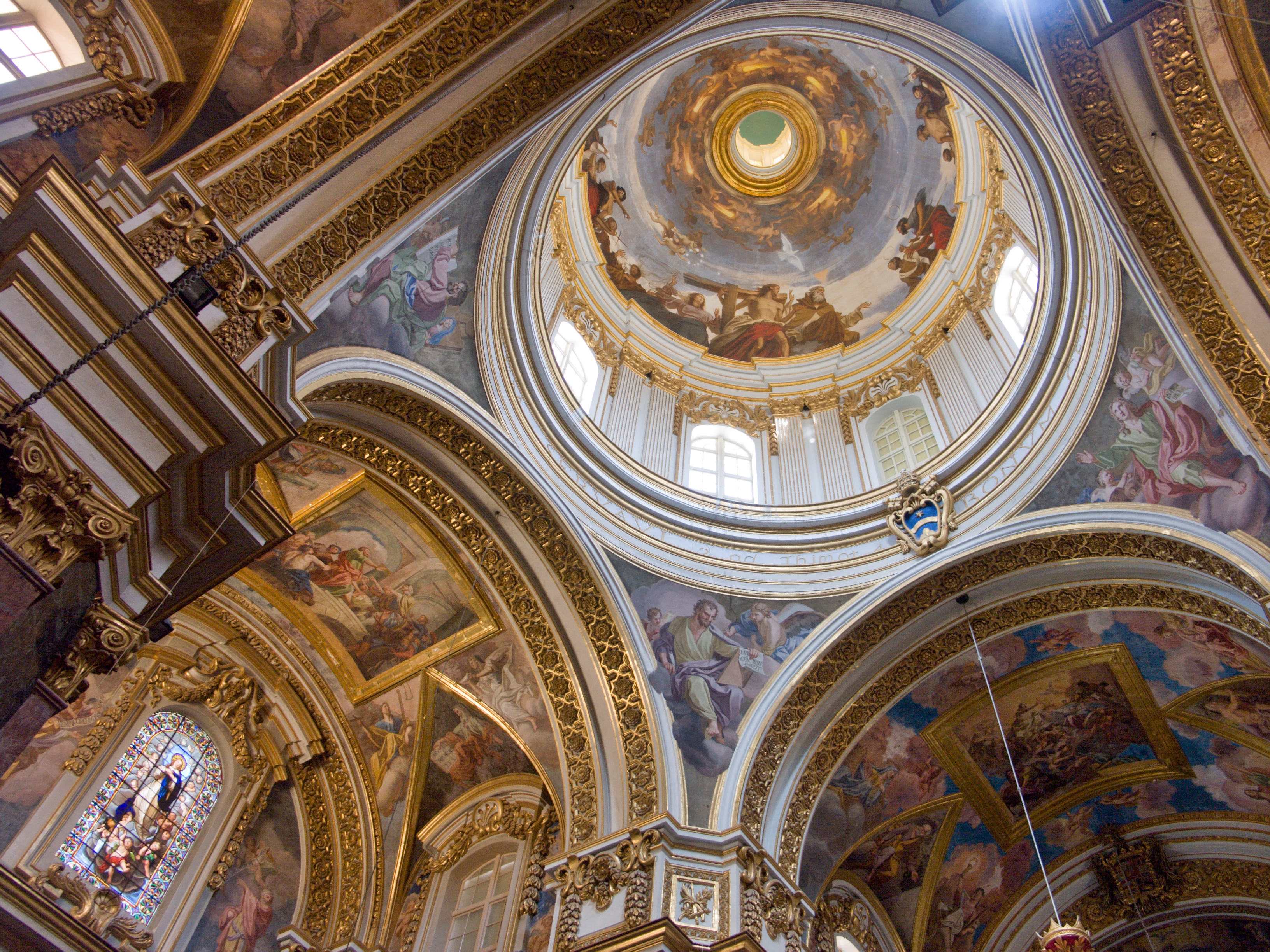
St. Paul's Cathedral, fresco's (2006)

De Kathedraal van Sint-Pieter en Paulus, meestal St. Paul's Cathedral genoemd, is een kathedraal in de Maltese stad Mdina.

## Beschrijving
De St. Paul's Cathedral is gebouwd op de plaats waar gouverneur Publius volgens de overlevering de apostel Paulus heeft ontmoet, nadat deze voor de Maltese kust schipbreuk had geleden.
De kerk werd ontworpen door Lorenzo Gafà en tussen 1697 en 1702 gebouwd om een kathedraal uit de tijd van de Normandiërs te vervangen, die bij de aardbeving van 1693 was verwoest. Verschillende objecten overleefden deze echter, waaronder een schilderij van Mattia Preti dat het gesprek van Paulus met Publius verbeeldt, een Toscaans schilderij uit de vijftiende eeuw van de Madonna en het Kind en fresco's waarop de schipbreuk van Paulus is te zien. Verschillende delen van de kathedraal zijn vervaardigd uit hout dat afkomstig is uit Ierland. In de kerk is ook een groot aantal zilveren voorwerpen en munten te zien, alsmede houtsnedes van Albrecht Dürer.